# Галаев, Аули Александрович
Аули Александрович Галаев (1935–1998) — советский и российский учёный-материаловед, специалист в области материаловедения поверхности и поверхностных слоёв полупроводников и в области материаловедения приборных структур. Доктор физико-математических наук, профессор кафедры материаловедения полупроводников Московского института стали и сплавов. Лауреат Премии Совета Министров СССР.

## Биография
Аули Александрович Галаев родился 25 июня 1935 г. в г. Кутаиси Грузинской ССР. Окончил Московский институт стали и сплавов в 1963 г. После окончания Московского института стали и сплавов А.А. Галаев был направлен на работу на кафедру материаловедения полупроводников, с которой была связана вся его дальнейшая трудовая жизнь, и где он прошёл путь от аспиранта до заведующего кафедрой. На кафедре молодой выпускник физико-химического факультета МИСиС А.А. Галаев (наряду с Г. М. Зимичевой) был включён в группу М. М. Самохвалова - выпускника физического факультета МГУ, проработавшего несколько лет в НИИ «Пульсар», одного из создателей первых отечественных транзисторов. А.А. Галаев проводил важные и во многом пионерские исследования особенностей структуры поверхности полупроводниковых кристаллов на установке дифракции медленных электронов.
С 1964 г. А.А. Галаевым, позже - коллективом исследователей под его руководством, проводились работы в области физики и материаловедения поверхностных слоёв (атомной и электронной структуры, электрофизических свойств), впоследствии приобретшие большее значение в связи с развитием микроэлектроники.
С 1988 по 1998 гг. профессор, доктор физико-математических наук А. А. Галаев заведовал кафедрой материаловедения полупроводников МИСиС. За время его руководства были установлены тесные контакты с научно-исследовательскими институтами (НИИ «Сапфир», НИИ «Пульсар», завод «Сапфир» и т. д.), с которыми проводились совместные работы (например, совместно с НИИ «Сапфир» решалась проблема «Разработка технологии производства варикапов». За решение этой крупной народно-хозяйственной проблемы профессор А. А. Галаев в 1990 г. был удостоен премии Совета Министров СССР.
Также занимал должности научного руководителя проблемной лаборатории "Микроэлектроника" МИСиС и заведующего отделом материаловедения и технологии базовых процессов микроэлектроники Института химических проблем микроэлектроники.
Скончался в 1998 г.

## Научная и педагогическая деятельность
А.А. Галаев был крупным учёным, работы которого внесли значительный вклад в развитие материаловедения полупроводников. Его научные интересы лежали в области материаловедения поверхности и поверхностных слоёв полупроводников и в области материаловедения приборных структур. В 60-е - 70-е годы им совместно с коллегами был выполнен цикл экспериментальных работ (в том числе с использованием дифракции медленных электронов) по исследованию строения химических связей на поверхностях алмазо-подобных фаз. Результаты исследования по строению полярных поверхностей ряда соединений типа А(III)В(V) вошли в учебную литературу. Важные и интересные результаты были получены А.А. Галаевым в области строения и свойств приборных структур, в том числе варикапов.